# Казакевич, Лев Николаевич
Лев Николаевич Казакевич (25 декабря 1915  [7 января 1916], Калуга — 2015, Калуга) — советский и российский живописец. Ветеран труда.

## Биография
Родился 7 января 1916 года в Калуге в семье инженера-строителя. После окончания семилетки работал табельщиком и разнорабочим в пригородном совхозе, одновременно учился в строительном техникуме в Калуге. В 1933 году по окончании техникума был направлен в Брянскую область строить водовод. Во время строительства произошла трагедия — художник попал в железнодорожную катастрофу, несколько месяцев лежал в больнице со множественными переломами. В Калугу Казакевич вернулся на костылях и официально был признан инвалидом, негодным к военной службе. Некоторое время работал в рассчетно-сметном бюро управления железных дорог.
В 1939 году решил продолжить образование и поступил в Московский химико-технологический институт имени Кагановича, но учеба удовольствия не приносила. В это же время в Москве открылся городской педагогический художественный институт. Успешно нарисовав маску Антигоны в качестве вступительного экзамена, Казакевич был зачислен в институт. Учеба в двух учебных заведениях одновременно была запрещена и в какой-то момент Казакевича собирались отчислить из художественного института, но за него вступился директор художественных курсов, которые он посещал, и художнику разрешили продолжать учебу в таком режиме. В 1941 году Лев Николаевич закончил художественные курсы.
Работал преподавателем рисования и черчения в средней школе № 9 (Калуга). С 1946 года работал в товариществе «Калужский художник», после того в КХПМ ХФ РСФСР.
По воспоминаниям самого художника, он несколько раз был на грани смерти.
Жена — Вера Васильевна Казакевич (научный сотрудник Дома-музея К. Э. Циолковского), дочь — Валентина Львовна Казакевич.

## Творчество
Пушкинские мотивы занимают важное место в работах Льва Казакевича.
Знакомство с К. Э. Циолковским и А. Л. Чижевским привело к созданию группового портрета учёных, одной из самых известных работ Казакевича. Лев Казакевич также создал бюст К. Э. Циолковского.

## Персональные выставки[1]
- 1991 — «Баррикадная», с места событий на московских улицах и у «Белого дома» (г. Калуга)

- 1994 — «Исполнились мои желанья», посвященная А. С. Пушкину (г. Калуга, выставочный зал Пушкинского общества)

- 1996 — юбилейная выставка (г. Калуга)

- 2001 — «Школьная» (г. Калуга, гимназия № 9)

- 2016 — юбилейная выставка «Жизнь эпохи глазами художника» (Выставочный зал Калужского Дома художника)[3][6]